# Glane-Beekhoek
Glane-Beekhoek est un hameau situé dans la commune néerlandaise de Losser, dans la province d'Overijssel.